# 비다르 (노르드 신화)

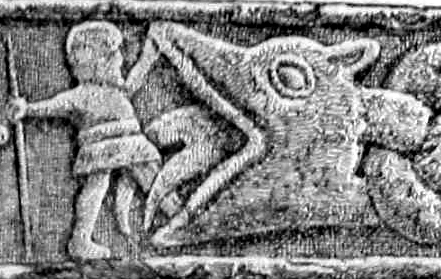

비다르(고대 노르드어: Víðarr)는 노르드 신화의 에시르 중 하나로 복수와 관련된 신이다. 오딘과 요툰 그리드 사이에 태어난 아들로, 라그나로크 때 오딘이 펜리르에게 죽으면 펜리르를 죽여 복수할 것이라고 예언된다. 라그나로크 뒤에도 비다르는 생존한다.